# Anisosciadium lanatum
Anisosciadium lanatum är en växtart i släktet Anisosciadium och familjen flockblommiga växter. Den beskrevs av Pierre Edmond Boissier 1888.
Arten är en ettårig ört som förekommer i Irak, Kuwait och Saudiarabien.